# Yamato-uta
Waka (和歌, literalment 'poema japonès') o yamato-uta és un gènere de la poesia japonesa clàssica i un dels principals gèneres de la literatura japonesa. El terme es va gestar durant el període Heian, i es feia servir per a distingir la poesia en llengua japonesa de la poesia kanshi (poesia escrita en xinès per poetes japonesos), i més endavant del renga.
El terme waka originàriament incloïa un nombre de formes diferents, principalment el tanka (短歌, 'poema curt') i el choka (長歌, 'poema llarg'), però també el bussokusekika, el sedoka (旋頭歌, 'poema arremolinat') i el katauta (片歌, 'fragment de poema'). Aquestes tres últimes formes, però, van caure en desús a principis del període Heian, i el choka va desaparèixer ben poc després. Així, el terme waka va acabar referint-se només al tanka.
El poeta i crític japonès Masaoka Shiki va crear el terme tanka a principis del segle xx per al seu enunciat: El waka s'hauria de renovar i modernitzar. Fins llavors, als poemes d'aquesta naturalesa se'ls anomenava waka o simplement uta ('cançó, poema'). Haiku és un terme que també va inventar ell, i el va fer servir a la seva revisió del hokku inicial autònom, amb la mateixa idea.
Tradicionalment, el waka en general no ha tingut cap concepte de la rima (de fet, certes disposicions amb rimes, fins i tot les accidentals, es consideraven espantosos errors en un poema), ni dels versos (línies). En lloc del vers, el waka té la unitat (連) i la frase (句). Tanmateix, sovint les unitats o les frases es converteixen en versos quan es tradueixen als idiomes occidentals.

## Poetes famosos del waka i del tanka
- Els 6 poetes de waka considerats com els millors:
  - Henjo
  - Ariwara no Narihira
  - Hun'ya no Yasuhide
  - Kisen
  - Ono no Komachi
  - Otomo no Kuronushi
- D'altres:
  - Kakinomoto Hitomaro
  - Yamabe no Akahito
  - Otomo no Yakamochi
  - Kukai
  - Kino Tsurayuki
  - Murasaki Shikibu
  - Fujiwara no Teika
  - Saigyo Saigyō Hōshi (西行法師) (1118 - 1190)
  - Emperador Go-Toba
  - Kamo no Chomei
  - Motoori Norinaga
  - Ueda Akinari
  - Ryōkan
  - Masaoka Shiki (正岡 子規) (1867- -1902)
  - Yosano Akiko (与謝野 晶子) (1878 - 1942)
  - Hagiwara Sakutaro
  - Ishikawa Takuboku
  - Saito Mokichi
  - Ito Sachio
  - Kitahara Hakushu
  - Nagatsuka Takashi
  - Okamoto Kanoko
  - Wakayama Bokusui
  - Orikuchi Shinobu sota el pseudònim de Shaku Choku
  - Terayama Shuji
  - Tawara Machi (俵万智) (nascut el 1962)